# Mozgókép-tömörítés
A mozgókép-tömörítési eljárások fő célja a számítástechnikában az, hogy a nagyon nagy méretű (nagy adatmennyiséget tartalmazó) video anyagok méretét csökkentse, és így gazdaságosabbá tegye tárolásukat és továbbításukat, lehetővé téve azok tárolását meghatározott kapacitású médiákon (mint amilyen a CD és a DVD).
A mozgókép-tömörítési eljárások az adattömörítési eljárások, azon belül a képtömörítési eljárások részhalmaza, azok speciális esete, ami kifejezetten a mozgóképek adatfolyamának jellegzetességeire alapul. A képtömörítési eljárások szinte mindegyike veszteséges tömörítés, vagyis a tömörítés folyamán információ vész el. A cél az, hogy ez az információvesztés ne okozzon látható vagy hallható minőségromlást, illetve a minőségromlás minél kisebb legyen. Az, hogy ezt a célt mennyire sikerül elérni (vagyis hogy egy adott mértékű tömörítés esetén mekkora a minőségromlás) határozza meg az eljárás sikerességét, jóságát.

## Az eljárások elve
Az eljárások alapelve a legtöbb esetben az, hogy a mozgókép egymást követő álló képkockákból áll, és ezek gyakran csak kevéssé térnek el az őket megelőző, őket követő képkockáktól; ha csak a változást tároljuk le, akkor a szükséges adatmennyiség nagyságrendekkel csökkenthető. 
Az eljárások abban különböznek, hogy milyen módon igyekeznek megtalálni ezen hasonlóságokat és eltéréseket; milyen módon határozzák meg azt, hogy az eredeti képet, vagy pedig az előzőektől való különbséget használják.

## Az eljárások
- Ogg Theora
- RealVideo

### MPEG
- MPEG-1
- MPEG-2 (VCD, SVCD, DVD)
- MPEG-3
- MPEG-4: DivX